# Frits Smol
Frits Smol (L'Aia, 6 luglio 1924 – L'Aia, 1º novembre 2006) è stato un pallanuotista olandese, vincitore di una medaglia di bronzo all'olimpiade di Londra 1948 e di un oro ai Campionati Europei 1950.